# Athanor, la terre des mille mondes
 (décembre 2023).
Si vous disposez d'ouvrages ou d'articles de référence ou si vous connaissez des sites web de qualité traitant du thème abordé ici, merci de compléter l'article en donnant les références utiles à sa vérifiabilité et en les liant à la section « Notes et références ».
Pour les articles homonymes, voir Athanor.
Athanor, la terre des mille mondes — le jeu des transformations est un jeu de rôle de science-fiction écrit par Pierre Rosenthal et publié en 1989 par Siroz, avec des illustrations de Fred Blanchard.

## Univers de jeu
Le jeu se déroule sur Terre en l'an 2300. En 2110, deux virus, le Mu-Tan et l'Adaptolium, se sont répandus sur la planète et ont provoqué des mutations chez les humains en fonction de l'environnement, augmentant à une vitesse vertigineuse les effets normaux de l'évolution, en touchant à la fois les végétaux, les animaux et les humains. Un antidote partiel, l'uni, a été développé pour freiner les mutations, et il sert maintenant de monnaie universelle.
Les sociétés humaines se sont donc morcelées en milliers de micro-états correspondant aux conditions écologiques locales (micro-climat, géologie), avec des humains fortement adaptés, parfois presque impossibles à reconnaître. Seules exceptions, trois immenses cytopoles, des sortes de villes sous cloche à l'air saturé d'uni, qui redoutent les mutations : Manatan (Manhattan), New Angel (Los Angeles) et Mégapol (Léningrad), et qui vivent presque comme avant les mutations. Les humains vivent ainsi divisés en une multitude de micro-sociétés quasi-autarciques et les personnes passant de l'une à l'autre sont rares. Il existe toutefois quelques guildes, des immenses corporations dont l'emprise englobe toute la planète, et qui régissent le commerce, les opérations militaires, la production high-tech, la communication et l'éducation. Les agents des guildes sont habitués à passer d'un micro-monde à l'autre en fonction des missions qu'ils reçoivent.
S'il change durablement de micro-monde, un humain est immobilisé par le processus de mutation quelques jours ou quelques semaines avant de s'adapter à son nouvel environnement. Les joueurs vont incarner des avatars (nom des personnages dans Athanor), qui auront probablement à voyager, devant résoudre fréquemment le dilemme : muter pour s'adapter ou résister à l'aide d'uni et ne pas s'intégrer pleinement.
De plus, les mutations ont provoqué chez quelques rares personnes l'apparition de pouvoirs psioniques, autant recherchés que redoutés. Parfois, un micro-monde comporte également une porte de passage vers un monde parallèle qui lui est symboliquement lié. Ceux-ci commencent à peine à être explorés.

## Mécanisme de jeu
Athanor emprunte à Rêve de dragon son mécanisme de jeu, croisant compétence et caractéristique, pour des tests résolus au d100 sur la table de résolution. Quelques variantes spécifiques à Athanor permettent et encouragent la gestion des mutations.
Chaque Avatar est défini par huit Composantes (Force, Réflexes, Dextérité, Constitution, Raisonnement, Stabilité mentale, Perception, Charisme), chacune étant à son tour divisée en trois : l'Iné, l'Acquis, la Vie. Ce sont ces sous-composantes qui vont pouvoir changer lors d'une mutation. Les Composantes sont complétées par un ensemble de Compétences / Aptitudes (Chimie, Linguistique, Survie, Discrétion...) qui peuvent progresser par l'apprentissage ou l'expérience.
Des règles spécifiques existent pour les combats (même si ce n'est pas une orientation forte du jeu) et les pouvoirs psioniques.

## Inspirations
L'univers de Philip Dick est l'inspiration principale du jeu revendiquée par Pierre Rosenthal, avec ses réalités incertaines. Les micro-mondes presque isolés rappellent également un peu l'univers de Rêve de Dragon première édition.
Les mutations sont inspirées des transformations alchimiques, le nom du jeu faisant référence à l'athanor, le four alchimique.

## Publications
Tout le matériel de jeu a paru en janvier 1989 chez Siroz.
- Athanor, la terre des mille mondes, la boîte de base contenant un fascicule de 16 pages, Commencez à lire ici et 3 livrets à couverture souple totalisant 240 pages : Le Livre des transformations, L'Encyclopédie des mille mondes et Les Aventures ;
- L'écran de jeu, 4 volets, vendu avec un scénario Les Rêves de Merlin ;
- Masques, une campagne se déroulant à Venise, co-écrite par Pierre Rosenthal et Tristan Lhomme.

Le jeu a fortement souffert d'une absence de suivi commercial, malgré quelques scénarios parus dans Casus Belli.